# Premio Francos Rodríguez
El Premio APM al Periodista Especializado en Madrid del Año es un premio de periodismo que concede anualmente la Asociación de la Prensa de Madrid desde 2007. En un principio, y hasta 2013, el premio llevó el nombre de Francos Rodríguez, haciendo honor al escritor, periodista y presidente de la APM desde junio de 1920 a junio de 1931. El premio reconoce un trabajo o trayectoria profesional periodística relacionada con Madrid. En la edición de 2013 pasó a denominarse Premio APM al Periodista Especializado en Madrid del Año.

## Premiados
2020
- Fernando Peinado, Laura Galaup, Elena Jiménez y Manuel Rico

2019
- Constantino Mediavilla

2018
- María José Escalera Terán

2017
- Sara Medialdea

2016
- Nino Olmeda

2015
- Cristina Gil Tolmo

2014
- Pedro Blasco

2013
- Felipe Serrano

2012
- Luis Fernando Durán
- Pablo Herráiz
- Quico Alsedo

2011
- Programa "Madrileños por el mundo" (Telemadrid)

2010
- Alfredo Amestoy

2009
- Rafael Fraguas

2008
- Pedro Montoliú

2007
- Ángel del Río